# Fuego eterno
Pour plus de détails, voir Fiche technique et Distribution.
Fuego eterno est un film espagnol, sorti en 1985.

## Fiche technique
- Titre : Fuego eterno
- Réalisation et scénario : José Ángel Rebolledo
- Photographie : Javier Aguirresarobe
- Musique : Alberto Iglesias
- Pays d'origine : Espagne
- Format : Couleurs - 1,66:1
- Genre : drame
- Date de sortie : 1985

## Distribution
- Ángela Molina : Gabrielle
- Imanol Arias : Pierre
- François-Éric Gendron : Henry Robillot
- Ovidi Montllor : Estebanot
- Manuel de Blas : Père Robillot
- Ramón Barea (en) : Bertrand
- Elena Irureta (en)

## Récompenses et nominations[1]
- Meilleur film et meilleure photo pour Javier Aguirresarobe au festival Fantasporto
- Festival international du film de Moscou 1985 : En sélection officielle